# Rhaponticum
Rhaponticum là một chi thực vật có hoa trong họ Cúc (Asteraceae).

## Loài
Chi Rhaponticum gồm các loài: